# Гостєв Борис Іванович
Борис Іванович Гостєв (нар. 15 вересня 1927, Москва, тепер Російська Федерація — 9 серпня 2015, Москва) — радянський партійний і державний діяч, завідувач відділ планових і фінансових органів ЦК КПРС, завідувач економічного відділу ЦК КПРС, міністр фінансів СРСР. Член Центральної Ревізійної комісії КПРС у 1971—1976 роках. Кандидат у члени ЦК КПРС у 1976—1981 роках. Член ЦК КПРС у 1981—1990 роках. Депутат Верховної Ради СРСР 10—11-го скликань.

## Життєпис
Народився в родині службовця.
У 1951 році закінчив Московський технологічний інститут легкої промисловості, інженер-економіст.
У 1951—1953 роках — інженер, головний диспетчер Московської взуттєвої фабрики «Більшовик».
У 1953 році працював старшим інженером в апараті Міністерства легкої і харчової промисловості СРСР, у 1953—1955 роках — в апараті Міністерства промислових товарів широкого споживання СРСР, у 1955—1957 роках — начальник відділу Міністерства легкої промисловості СРСР.
Член КПРС з 1954 року.
У 1957—1959 роках — начальник відділу Ради народного господарства Калінінського економічного адміністративного району.
У 1959—1963 роках — в апараті Державної економічної ради СРСР і Державної планової комісії СРСР.
У 1963—1966 роках — завідувач підвідділу, у листопаді 1966 — вересні 1975 року — 1-й заступник завідувача, у вересні 1975—1982 роках — завідувач відділ планових і фінансових органів ЦК КПРС.
У грудні 1982 — серпні 1985 року — 1-й заступник завідувача, у серпні — грудні 1985 року — завідувач економічного відділу ЦК КПРС.
13 грудня 1985 — 7 червня 1989 року — міністр фінансів СРСР.
З липня 1989 року — персональний пенсіонер союзного значення в Москві.
Викладав в Інституті підвищення кваліфікації фінансових і банківських працівників у Москві. Професор Академії бюджету та казначейства Міністерства фінансів Росії.
Помер 9 серпня 2015 року. Похований в Москві на Троєкуровському цвинтарі.

## Нагороди і звання
- орден Леніна (1987)
- орден Жовтневої Революції
- три ордени Трудового Червоного Прапора
- медалі